# Ludwik Hieronim Morstin

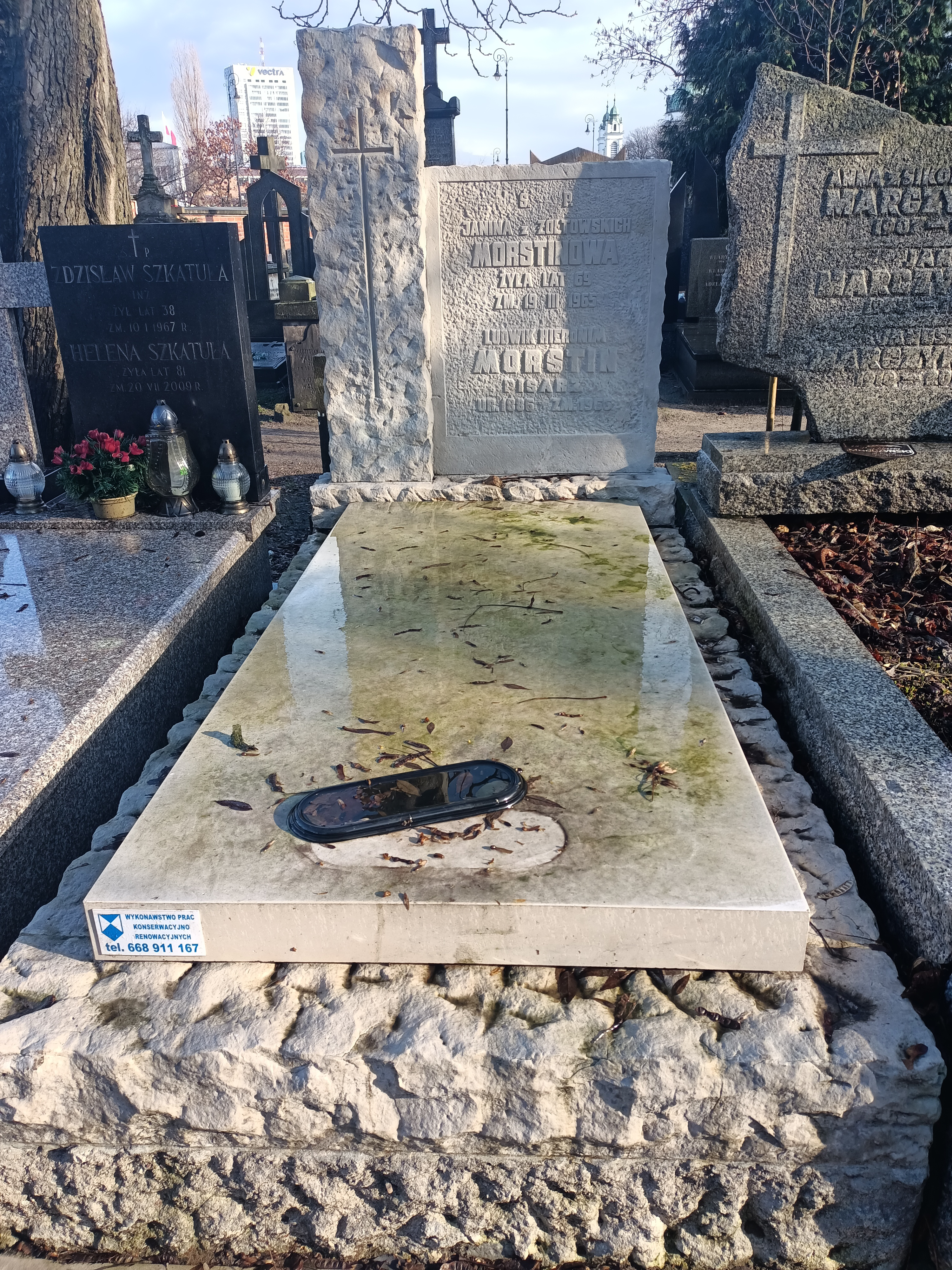
Grób Ludwika Morstina na Powązkach

Ludwik Hieronim Morstin (ur. 12 grudnia 1886 w Pławowicach, zm. 12 maja 1966 w Warszawie) – dramatopisarz, prozaik, poeta, redaktor, dyplomata.

## Życiorys
Urodził się 12 grudnia 1886 w Pławowicach, w rodzinie Ludwika, właściciela ziemskiego, i Amelii z Lubienieckich. Był bratem Marii (1893–1972).
Uczył się w III Gimnazjum im. Króla Jana III Sobieskiego w Krakowie, a w latach 1906–1910 studiował w Monachium, Berlinie, Lipsku i Paryżu. Po studiach był współredaktorem miesięcznika „Museion” (1911–1913).
W okresie pierwszej wojny światowej, służył w 2 Pułku Piechoty Legionów Polskich. Brał udział w pracach Naczelnego Komitetu Narodowego. Był urzędnikiem Rady Regencyjnej. W 1918 roku wziął ślub z Janiną Żółtowską. W latach 1919–1922 w Paryżu i 1922–1924 w Rzymie jako wojskowy i dyplomata (attaché wojskowy) reprezentował Polskę. W tym czasie pełnił także funkcję oficera łącznikowego Naczelnego Dowództwa Wojska Polskiego przy sztabie marszałka Focha oraz adiutanta szefa Polskiej Misji Wojskowej generała Tadeusza Rozwadowskiego. Został formalnie przeniesiony do rezerwy i pozostawiony czasowo w służbie czynnej. Z dniem 30 listopada 1924 został zwolniony z czynnej służby w stopniu kapitana rezerwy. Służbę wojskową zakończył w stopniu majora.
Przyjaciel prof. Stanisława Estreichera (1869–1939).
W latach 1930–1931 był redaktorem miesięcznika „Pamiętnik Warszawski”. Na łamach tego czasopisma dał się poznać jako przedstawiciel nurtu klasycystycznego, powstałego przy końcu Młodej Polski. W czasie drugiej wojny światowej brał czynny udział w konspiracji. Po wojnie musiał opuścić pałac w Pławowicach, przeniósł się do Zakopanego, gdzie założył i był prezesem Towarzystwa Miłośników Teatru im. Heleny Modrzejewskiej. Dla amatorskiej sceny działającej przy tej instytucji napisał sztukę Buntownica. Pracował jako kierownik literacki w teatrach w Krakowie i Katowicach.
W 1938 otrzymał Nagrodę Literacką Miasta Krakowa za książkę Misterium nocy majowej.
W 1960 przeniósł się do Warszawy, gdzie mieszkał do śmierci. Zmarł 12 maja 1966 tamże i został pochowany na cmentarzu Powązkowskim (kwatera 31 wprost-2-6). Jego żoną była Janina z domu Żółtowska (zm. 1965 w wieku 69 lat).
Był Honorowym Obywatelem Zakopanego. Rok 2016 ogłoszony został Rokiem Ludwika Hieronima Morstina w Proszowicach.

## Awanse
- chorąży – 8 września 1915
- podporucznik – 1 listopada 1916
- kapitan – zweryfikowany ze starszeństwem z 1 czerwca 1919 (w 1924 zajmował 448. lokatę na liście starszeństwa oficerów rezerwowych piechoty)
- major – zweryfikowany ze starszeństwem z 1 czerwca 1919 (w 1934 zajmował 70. lokatę na liście starszeństwa oficerów rezerwowych piechoty)

## Ordery i odznaczenia
- Order Sztandaru Pracy I klasy (1963)
- Krzyż Komandorski z Gwiazdą Orderu Odrodzenia Polski (8 kwietnia 1953)[7]
- Krzyż Niepodległości (28 marca 1939)[8][1][9]
- Krzyż Oficerski Orderu Odrodzenia Polski[10]
- Krzyż Kawalerski Orderu Odrodzenia Polski (2 maja 1923)[11]
- Złoty Krzyż Zasługi (15 czerwca 1946)[12]
- Złoty Wawrzyn Akademicki (7 listopada 1936)[13]
- Krzyż Oficerski Orderu śś. Maurycego i Łazarza (Włochy)[10]
- Krzyż Kawalerski Orderu Legii Honorowej (Francja, 1921)[10][14]

## Wywód przodków
| 4. Władysław Teodor Morsztyn |  |                       |  |  |                            |
|                              |  | 2. Ludwik Morsztyn    |  |  |                            |
| 5. Maria Anna Ostrowska      |  |                       |  |  |                            |
|                              |  |                       |  |  | 1. Ludwik Hieronim Morstin |
| 6. Hipolit Jakub Lubieniecki |  |                       |  |  |                            |
|                              |  | 3. Amelia Lubieniecka |  |  |                            |
| 7. Jadwiga Łempicka          |  |                       |  |  |                            |
|                              |  |                       |  |  |                            |

## Wybrane dzieła
- Na Racławickim błoniu: udramatyzowana pieśń, 1906
- Pieśni, 1907
- Legion Wyspiańskiego, 1911
- Szlakiem Legionów, 1913
- Misterium Galilei, 1920
- Obrona Ksantypy, 1939